# Amanita citrina
A amanita-citrina, falso-chapéu-da-morte ou falsa-cicuta-verde (Amanita citrina, sin. Amanita mappa) é um fungo que pertence ao gênero de cogumelos Amanita na ordem Agaricales. Foi descrito cientificamente por Jacob Christian Schäffer em 1797.